# Pi-hairote
Pi-Hairote (em hebraico: פִּי החִירֹת‎) foi a quarta parada do êxodo judaico. Foi o lugar onde o povo de Israel acampou antes de atravessar o mar Vermelho. A teoria clássica coloca Pi-Hairote como a "praia dos lagos amargos"; porém, descobertas arqueológicas classificam que essa praia é atual praia de Nueiba, Egito no golfo de Ácaba.
William Smith, em seu Dicionário de Geografia Grega e Romana, tentativamente identifica Pi-Hairote com Arsinoe, no Egito.
Existem várias outras páginas da Internet que colocam Pi-Hairote no extremo norte do Golfo de Ácaba (Livro: Os Milagres do Êxodo: Descoberta de um cientista das Causas Naturais Extraordinárias das histórias bíblicas, por Colin J. Humphrey, publicado em 2004) , na Praia de Nuweiba, Egito (Wyatt, https://web.archive.org/web/20130305080206/http://www.wyattmuseum.com/red-sea-crossing-03.htm), e perto do Estreito de Tiran, no extremo sul da Península do Sinai (http://www.bible.ca/archeology/bible-archeology-exodus-route-pi-hahiroth.htm).
De fato, o local de Pi-Hairote não é conhecido.
| Estação Anterior: Etã | O Êxodo Lista de estações | Próxima Estação: Mara |

## História
Depois de terem acampado em “Então, na extremidade do ermo”, Moisés recebeu instruções de Jeová Deus para ‘voltar e acampar diante de Pi-Hairote, entre Migdol e o mar, à vista de Baal-Zefom’. Se os sítios de Migdol e de Baal-Zefom fossem conhecidos hoje, não seria difícil identificar Pi-Hairote. Mas isto não acontece, e as tentativas de ligar seus nomes, bem como o de Pi-Hairote, a certas localidades ao longo da fronteira leste do Egito, têm sido variadas e um tanto inconclusivas. Por isso, certos diferentes aspectos geográficos contidos no próprio relato parecem apresentar uma base mais sólida para se ter uma ideia de onde se localizava Pi-Hairote.
Pi-Hairote ficava perto do mar Vermelho, em algum ponto em que a única via de escape diante das forças egípcias que avançavam seria através do próprio mar. O mar, naquele ponto, deve ter tido profundidade suficiente para que as águas fossem “partidas”, a fim de formar uma passagem pelo “meio do mar”, as águas formando uma “muralha” em ambos os lados. Nenhum local ao Norte do golfo de Suez poderia satisfazer adequadamente tais requisitos. É verdade que muitos peritos modernos defendem a teoria de uma travessia na baixa região dos lagos Amargos, que começa a uns 25 km ao Norte de Suez. Este conceito, porém, vem acompanhado de uma negação da natureza miraculosa da travessia (sustentando que a travessia foi apenas por um charco ou pântano) ou pela ideia de que a extremidade norte do mar Vermelho antigamente ia até a região dos lagos Amargos e que as águas ali eram muito mais profundas naquele tempo, embora a evidência arqueológica indique ter havido bem pouca mudança no nível das águas desde os tempos antigos.
Por esta razão, o local sugerido por peritos mais antigos (do século passado) ainda parece ser o que melhor se ajusta às exigências da história bíblica. Pi-Hairote é evidentemente um local na estreita planície que corre ao longo do sopé sudeste de Jebel Ataca, a cerca de 20 km a SO de Suez. Tem-se sugerido que a travessia se deu a partir do promontório chamado Ras Ataca, e que conduziu através do leito do mar até a vizinhança do oásis Aium Muça, na margem oposta. O leito do mar nesta região declina de forma bem gradual em ambos os lados devido a bancos de areia que se estendem por 3 km de ambos os lados. A profundidade máxima da água perto do meio dessa trajetória é de cerca de 15 m. A distância duma margem à outra é de uns 10 km, permitindo amplo espaço para que os possivelmente três milhões de israelitas atravessassem o leito do mar, ao mesmo tempo em que as forças militares de Faraó também percorressem aquela passagem miraculosamente provida, no esforço de alcançar a hoste israelita.
Este conceito coincide, em geral, com a tradição transmitida por Josefo, historiador judeu do primeiro século EC, de que os israelitas, antes de atravessarem o mar, estavam ‘encurralados entre penhascos inacessíveis e o mar’. Uma ‘volta’ da nação israelita de Etão para o local acima descrito também se harmoniza bem com a previsão de Jeová, de que Faraó diria a respeito deles: “Estão vagueando em confusão pelo país. O ermo os encerrou.” (Êxodo 14:3) Isto dificilmente se daria em localidades ao Norte de Suez. A localização de Pi-Hairote na vizinhança de Jebel Ataca permitiria, igualmente, que as forças de Faraó avançassem rapidamente contra os israelitas em fuga, através de uma rota regularmente percorrida desde Mênfis (a provável capital do Egito naquele tempo) até a península do Sinai.